# Kate Capshaw
Kathleen "Kate" Capshaw Spielberg (født 3. november 1953) er en amerikansk skuespiller. Hun er bedst kendt for sin rolle som Willie Scott i Indiana Jones og templets forbandelse (1984), der blev instrueret af hendes mand Steven Spielberg. Siden har hun spillet med i Dreamscape (1984), Power (1986), Black Rain (1989), Love Affair (1994), Just Cause (1995) og The Love Letter (1999).